# Főzni úton-útfélen
A Főzni úton-útfélen (eredeti címén One Man and His Campervan) brit televíziós filmsorozat. Nagy-Britanniában a BBC tűzte műsorra, Magyarországon pedig az M1 mutatta be.

## Ismertető
A sorozat története egy dokumentumműsort dolgoz fel, amelynek főszereplője: Martin Dorey, aki nem valódi szakács, csak nagyon szereti a főzést. Szereti a lakóautóját is, a főzésen kívül. Szeret szörfözni is, és mellette még lefszerettetőbb időtöltése a kóborlás is. Vajon, hogy alakul minden? Meglátható ebben a rendkívül szórakoztató gasztronómiai kalandos történetben! 

## Szereplők
| Szereplő     | Leírás                                                           |
| ------------ | ---------------------------------------------------------------- |
| Martin Dorey | A történet főszereplője, aki nem igazi szakács, csak imád főzni. |